# Quo vadis (гурт)
Quo vadis (лат. “Куди йдеш?”) — один із перших українських рок-гуртів у стилі біг-біт, заснований Віктором Морозовим у 1971 році у Львові. Група існувала при Фізико-механічному інституті імені Г. В. Карпенка.

## Склад
- Віктор Морозов — 12-струнна гітара, вокал
- Віталій Басенко —соло-гітара
- Віктор Канаєв — ритм-гітара, вокал
- Олександр Макаров —бас-гітара, вокал
- Євген Горбенко — електроорган
- Віталій Благовещенський — ударні

## Діяльність
У 1971 році гурт переміг на конкурсі “Львівська весна-71” з піснею “Чорна рілля ізорана” як найкраща обробка народної пісні і отримав можливість попасти на львівське телебачення.
«Quo vadis» також відзначився тим, що зробив перше хард-рокове аранжування пісні «Червона рута» Володимира Івасюка.
Гурт проіснував менше 2 років, а його учасники Віктор Морозов і Віктор Канаєв перейшли до новоствореного ВІА “Арніка”.